# Henricia parva
Henricia parva är en sjöstjärneart som beskrevs av Jean Baptiste François René Koehler 1912. Henricia parva ingår i släktet Henricia och familjen krullsjöstjärnor. Inga underarter finns listade i Catalogue of Life.